# راسب
ناجح

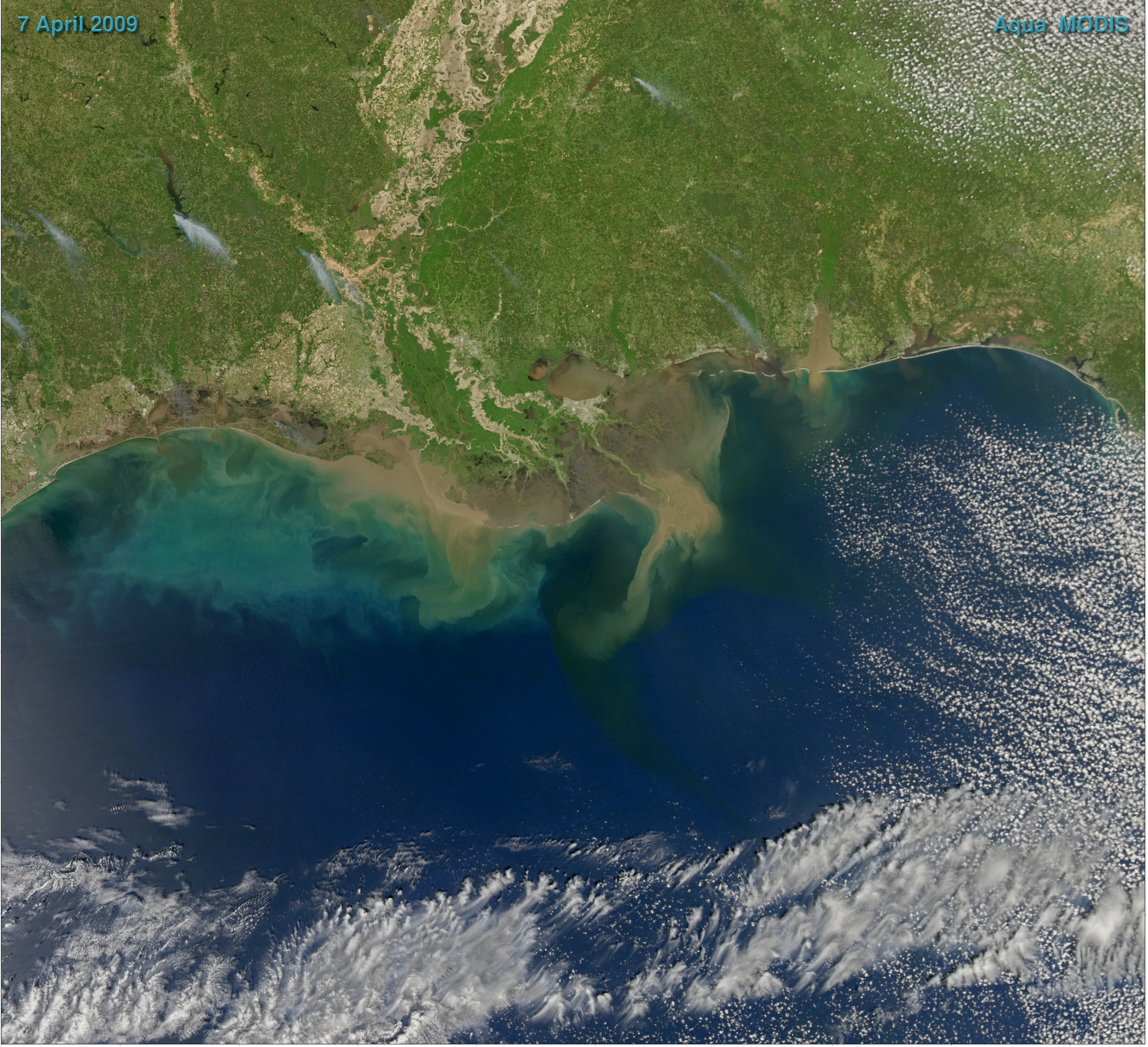
الرواسب التي تنقلها المجاري المائية كما تظهر في صورة للقمر الصناعي لخليج المكسيك

الرواسب هي الجسيمات التي يمكن نقلها عن طريق تدفق مادة سائلة، إلى أن تترسب في نهاية المطاف. واسطة نقل الرواسب عادة تكون المياه أو الرياح أو الأنهار الجليدية. الرمال على الشاطئ ورواسب قنوات الأنهار هي أمثلة على عملية الترسب بالمياه في حين ان الغبار والكثبان الرملية هي أمثلة على عملية الترسيب نتيجة حركة الرياح. الركام الجليدي هو مثال على الرواسب التي تنتقل بفعل الأنهار الجليدية وحركة الجليد.

## اقرأ أيضا
- تحجر الرواسب
- أحفورة
- دراسة الطبقات الصخرية